# Хама (покрајина)
Хама (арап. مُحافظة حماه‎‎ - Muḥāfaẓat Ḥamā) је покрајина на западу Сирије. Покрајина се на западу граничи са покрајинама Латакија и Тартус, на југу са покрајином Хомс, на истоку покрајином Рака, а на сјеверу са покрајинама Алеп и Идбил. Административно сједиште покрајине је град Хама.
Други већи градови су Сукејлабија, Масијаф, Мухрада и Саламија.

## Окрузи покрајине
Окрузи носе имена по својим својим административним сједиштима, а покрајина Идлиб их има 5 и то су:
- Сукејлабија
- Хама
- Масијаф
- Мухрада
- Саламија